# منتووا
منتووا (به ایتالیایی: Màntova)  و در گویش زبان امیلیان Mantua گفته می‌شود. منتووا نام شهری در منطقهٔ لمباردی در ایتالیا و مرکز استانی به همین نام است. قدرت این شهر در طول تاریخ و تأثیری که خاندان گونزاگا بر آن داشتند باعث شده‌است تا این شهر به یک مرکز فرهنگی هنری به‌ویژه قطب موسیقی شمال ایتالیا و کل کشور تبدیل شود. نام منتووا به دلیل نقشی که این شهر در پیشینهٔ اپرا داشته به یاد مانده‌است. این شهر به دلیل داشتن گنجینه‌های معماری، ساخته‌های هنری، مکان‌های آراسته‌ای با نام palazzi و همچنین منظره‌هایی از قرون وسطی و دورهٔ رنسانس بسیار پرآوازه‌است. این شهر، جایی است که رومئو، یکی از شخصیت‌های نمایش‌نامهٔ رومئو و ژولیتِ ویلیام شکسپیر به آن تبعید شد. همچنین این شهر نزدیک‌ترین شهر به محل به دنیا آمدن داستان‌نویس پرآوازه، ویرژیل است.این شهر با شهر بم در ایران پیوند خواهر خواندگی دارد.
منتووا از سه سو به‌وسیلهٔ دریاچه‌های ساخته شده در قرن ۱۲ محدود شده‌است. آن‌ها آب رود مینچیو را ذخیره می‌کنند. رود مینچیو خود از دریاچهٔ گاردا سرازیر می‌شود. این سه دریاچه، لاگو سوپریوره Lago Superiore، لاگو دی متزو Lago di Mezzo و لاگو اینفریوره Lago Inferiore نام دارند به معنی دریاچه‌های «بالایی»، «میانی» و «پایینی». دریاچهٔ چهارمی با نام پاجولو Pajolo در این منطقه وجود داشت که در پایان قرن ۱۸ میلادی خشک شد. این دریاچه، حلقهٔ دفاعی آبی دور شهر را کامل می‌کرد.

## پیشینه
بنایی در این منطقه در بستر رود مینچیو قرار دارد که گذشتهٔ آن به سال ۲۰۰۰ پیش از میلاد بازمی‌گردد. این بنا مانند یک جزیره‌است و به صورت طبیعی حفاظت شده‌است. همچنین در قرن ۶ پیش از میلاد روستای اتروسکها بوده‌است. این روستا در افسانه‌های اتروسک‌ها، به‌وسیلهٔٔ اوکنوس یافت شده‌است.
نام منتووا از نام خدای اتروسک‌ها، مانتوس گرفته شده‌است. این سرزمین اول به‌وسیلهٔٔ سنومانی، یکی از قبیله‌های سرزمین گل فتح شد و پس از آن طی نبردهای اول و دوم پونیک به دست رومی‌ها افتاد. آن‌ها نام این سرزمین را به مانتو، نام دختر تئیریاس تغییر دادند. قلمرو جدید به‌وسیلهٔٔ سربازان آگوستوس اشغال شد. کهن‌ترین شهروند اهل منتووا، پوبلیوس ورژیلیوس مارو، ویرژیل نام دارد که شاعر بنامی بوده‌است. او در حدود سال ۷۰ پیش از میلاد در روستایی با نام کنونی ویرجیلیو به دنیا آمده بود.
پس از فروپاشی امپراتوری روم، منتووا این بار از سوی امپراتوری روم شرقی، لمباردها و فرانک‌ها مورد یورش قرار گرفت؛ و در قرن ۱۱ میلادی بخشی از متعلقات بونیفیس کنوسا، مارکوئس از توسکانی شد. آخرین قانون‌گذار خانواده، کونتس ماتیلدا از کانوسا بود، که بر اساس افسانه‌ها او بود که دستور ساخت روتاندا دی سن لورنزو را داد. (۱۰۸۲)
پس از مرگ ماتیلدا از کانوسا، منتووا به یک سرزمین آزاد تبدیل شد و در قرن‌های ۱۲ و ۱۳ با قدرت از خود در برابر امپراتوری مقدس روم دفاع کرد. در سال ۱۱۹۸ آلبرتو پیتنتینو، فراخوان ساخت آبراههٔ مینچیو را داد چیزی که اهالی منتووا آن را «چهار دریاچه» می‌خوانند، به این ترتیب با نیروی طبیعت از شهر دفاع می‌شد. در میان سال‌های ۱۲۱۵ و ۱۲۱۶ شهر زیر نظر پودستای گوئلف رامبرتینو بوواللی بود.

## یادداشت و منبع
مشارکت‌کنندگان ویکی‌پدیا. «Mantua». در دانشنامهٔ ویکی‌پدیای انگلیسی، بازبینی‌شده در ۱۴ اوت ۲۰۱۱.
1. ↑  The Art of Mantua (Getty Bookstore)
2. ↑  Giovan Francesco II Gonzaga (duke of Mantua), Britannica Online Encyclopedia
3. ↑  "Mantua and the Gonzaga domains". UNESCO World Heritage Centre. 2006-06-01. Retrieved 2006-09-18.
4. ↑  "Parco del Mincio". Comune di Mantova. Archived from the original on 4 June 2006. Retrieved 2006-09-18.
5. ↑  Fagles, Robert: The Aeneid (۲۰۰۶), ۱۰٫۲۴۲, Penguin Group, ISBN 0-670-03803-2
6. ↑  Conte, Gian Biagio. Trans. Joseph B. Solodow Latin Literature: A History.  Johns Hopkins University Press, 1994.